# Nicole Marussi
Nicole Marussi Reis Camargo (Salto, 26 de janeiro de 2004), é uma futebolista brasileira que atua como meio-campista. Atualmente, atua no Santos, emprestada pelo Corinthians.

## Carreira
Marussi iniciou sua carreira nas categorias de base do Santos em 2018, aos 14 anos. Em 2019, fez 5 jogos pelo Brasileiro Sub-16. No ano seguinte, somou 11 jogos pelo Brasileiro Sub-18 e 1 partida pelo Brasileiro Sub-16.
Fez sua estreia no time principal em 14 de setembro de 2020, entrando como substituta de Gabrielly na vitória por 2 a 0 em casa sobre o Minas Brasília. Marcou seu primeiro gol em 13 de dezembro de 2020, marcando o primeiro gol da vitória por 2 a 0 em casa sobre o São Paulo, pela Copa Paulista daquele ano. Nesta temporada, atuou em oito jogos pelo profissional.
No dia 22 de janeiro de 2021, aos 16 anos, assinou seu primeiro contrato profissional com o Santos. Naquele ano, atuou em 9 partidas pelo Brasileiro Sub-18, 1 jogo pelo Brasileiro A-1 e 5 duelos pelo Paulistão.
Na temporada 2022, foram 9 jogos pelo Brasileiro Sub-20, 2 pelo Brasileiro A-1, 2 pelo Paulista e 1 confronto pelo Paulista Sub-20.
Em 28 de dezembro de 2022, Marussi deixou o clube após o término de seu contrato. Em sua primeira passagem pelo clube, atuou em 22 jogos e marcou dois gols.
Em janeiro de 2023, acertou com o Corinthians com 2 anos de contrato, sendo inicialmente designada para a equipe juvenil.
Em 23 de janeiro de 2025, Marussi retornou às Sereias da Vila por empréstimo para a temporada.

## Títulos
Santos
- Copa Paulista: 2020

Corinthians
- Campeonato Paulista: 2023
- Campeonato Brasileiro - Série A1: 2024